# Darvin među mašinama
„Darvin među mašinama” je članak objavljen u novinama The Press 13. juna 1863. u Krajstčerču na Novom Zelandu, u kojem se u naslovu spominje rad Čarlsa Darvina. Napisao ga je Samjuel Batler, ali se potpisao kao Selejrijus. Članak je pokrenuo mogućnost da su mašine neka vrsta „mehaničkog života“ koji prolazi kroz stalnu evoluciju, i da bi na kraju mašine mogle da istisnu ljude kao dominantnu vrstu:
Pozivamo se na pitanje: kakvo stvorenje će verovatno biti sledeći naslednik čoveka u prevlasti na Zemlji. Često smo čuli da se o tome raspravlja; ali nam se čini da mi sami stvaramo svoje naslednike; svakodnevno dodajemo lepotu i delikatnost njihove fizičke organizacije; mi im svakodnevno dajemo veću moć i svim vrstama genijalnih naprava snabdevamo onu moć samoregulacije, samodejstva koja će za njih biti ono što je intelekt bio ljudskoj rasi. Tokom vekova postaćemo inferiorna rasa.
...

Iz dana u dan, međutim, mašine nas sve više osvajaju; iz dana u dan postajemo im sve potčinjeniji njima; više ljudi je svakodnevno vezano da se kao robovi brinu o njima, više ljudi svakodnevno posvećuje energiju svog celokupnog života razvoju mehaničkog života. Ishod je jednostavno pitanje vremena, i da će doći vreme kada će mašine imati stvarnu prevlast nad svetom i njegovim stanovnicima, nijedna osoba istinski filozofskog uma ne može ni na trenutak da dovede u pitanje.
Članak se završava pozivom na to da „treba odmah objaviti rat do smrti protiv njih. Svaka mašina svake vrste treba da bude uništena od strane onih koji žele dobro svojoj vrsti. Neka ne bude izuzetaka, da ne bude prikazana četvrtina; vratimo se odmah na prvobitno stanje rase."

## Evolucija globalne inteligencije
Džordž Dajson primenjuje Batlerovu originalnu premisu na veštački život i inteligenciju Alana Tjuringa u Darvin među mašinama: evolucija globalne inteligencije (1998)  0-7382-0030-1, da bi sugerisao da je internet živo, razumno biće.
Dajsonova glavna tvrdnja je da je evolucija svesnog uma iz današnje tehnologije neizbežna. Nije jasno da li će to biti jedan ili više umova, koliko bi taj um bio pametan, pa čak i da li ćemo moći da komuniciramo sa njim. On takođe jasno sugeriše da na Zemlji postoje oblici inteligencije koje trenutno ne možemo da razumemo. Iz knjige: „Nije besmisleno pitanje koji će se um, ako ga uopšte ima, bojati velikog nakupljanja ideja u toku, ali je još uvek prerano da bismo očekivali odgovor koji je značajan za nas.“

## Literatura
- „Darwin Among the Machines [To the Editor of the Press, Christchurch, New Zealand, 13 June, 1863.]”. New Zealand Electronic Text Centre. Архивирано из оригинала 2006-05-24. г.
- Project Gutenberg eBook Erewhon by Samuel Butler.

## Spoljašnje veze
- "Darwin among the Machines": A Review and Commentary
- "Machina sapiens and Human Morality"
- "What Can I, Robot, Do With That?"